# Williams FW12C
La Williams FW12C è la monoposto con la quale il team Williams F1 corse nel campionato mondiale di Formula Uno 1989.
Questa vettura non fu capace di aggiudicarsi il campionato, ma ebbe il merito di riportare la Williams a livelli di competitività più elevati, facendo dimenticare la deludente stagione dell'anno prima. Questo malgrado la FW12C fosse l'evoluzione della Williams FW12 che gareggiò nel 1988.
La FW12C è stata inoltre la prima Williams con motore Renault, grazie al quale la squadra inglese lotterà per il mondiale dal 1991 al 1997, vincendo 4 titoli piloti e 5 costruttori.

## La vettura
La FW12C non era molto diversa dalla FW12 da cui derivava, dato che quest'ultima possedeva una configurazione aerodinamica abbastanza valida.
Nel 1988 la Williams era stata privata dei motori turbo dalla Honda, malgrado un contratto valido per tutto il 1988. Scaduto questo contratto con la Honda, che al termine del 1987 aveva lasciato la Williams e pagato i motori Judd, derivati da un progetto Honda del 1980, per rispettare il contratto.
Per il nuovo campionato la Williams trovò un accordo con la Renault, la quale aveva già partecipato al Campionato mondiale di Formula 1 come pioniera dei motori turbo prima con vetture proprie e poi come fornitrice dei propulsori ad altre squadre, tra il 1976 e il 1986, quando l'azienda francese decise di ritirarsi con il profilarsi all'orizzonte del ritorno dei motori aspirati e con problemi di bilancio, superati i quali si convinse a tornare nel mondo delle corse con una nuova tecnologia e nel 1989 fece esordire sulle Williams un nuovo potente ed affidabile motore V10.
Il motore Renault a pari cilindrata del Judd V8 era ovviamente più lungo. Per questo motivo la FW12 venne modificata nel telaio e nelle dimensioni delle prese d'aria, in modo da migliorare lo smaltimento termico. Il cambio era il solito Hewland trasversale a 6 marce ma con una nuova scatola in magnesio che consentiva di ridurne il peso e il sistema delle sospensioni attive adottato sulla FW12 è stato definitivamente rimosso.

## La stagione
La FW12C debuttò al Gran Premio del Brasile 1989, dove Patrese si ritrovò a lungo nelle prime posizioni prima di essere costretto al ritiro da un guasto all'alternatore e Boutsen, ingaggiato dalla Williams dopo il passaggio di Mansell in Ferrari, si ritirò dopo soli tre giri a causa di un guasto al motore. Al Gran Premio di San Marino il belga concluse quarto ad un giro di distacco dalle McLaren. A partire dal Gran Premio del Messico Patrese ottenne tre secondi posti consecutivi e un terzo posto, mentre Boutsen vinse il Gran Premio del Canada. Al Gran Premio d'Ungheria Patrese ottenne la pole position, la prima e unica della stagione non ottenuta da una McLaren, ma fu costretto al ritiro al cinquantatreesimo giro a causa di problemi al raffreddamento del motore dopo avere condotto tutta la gara.

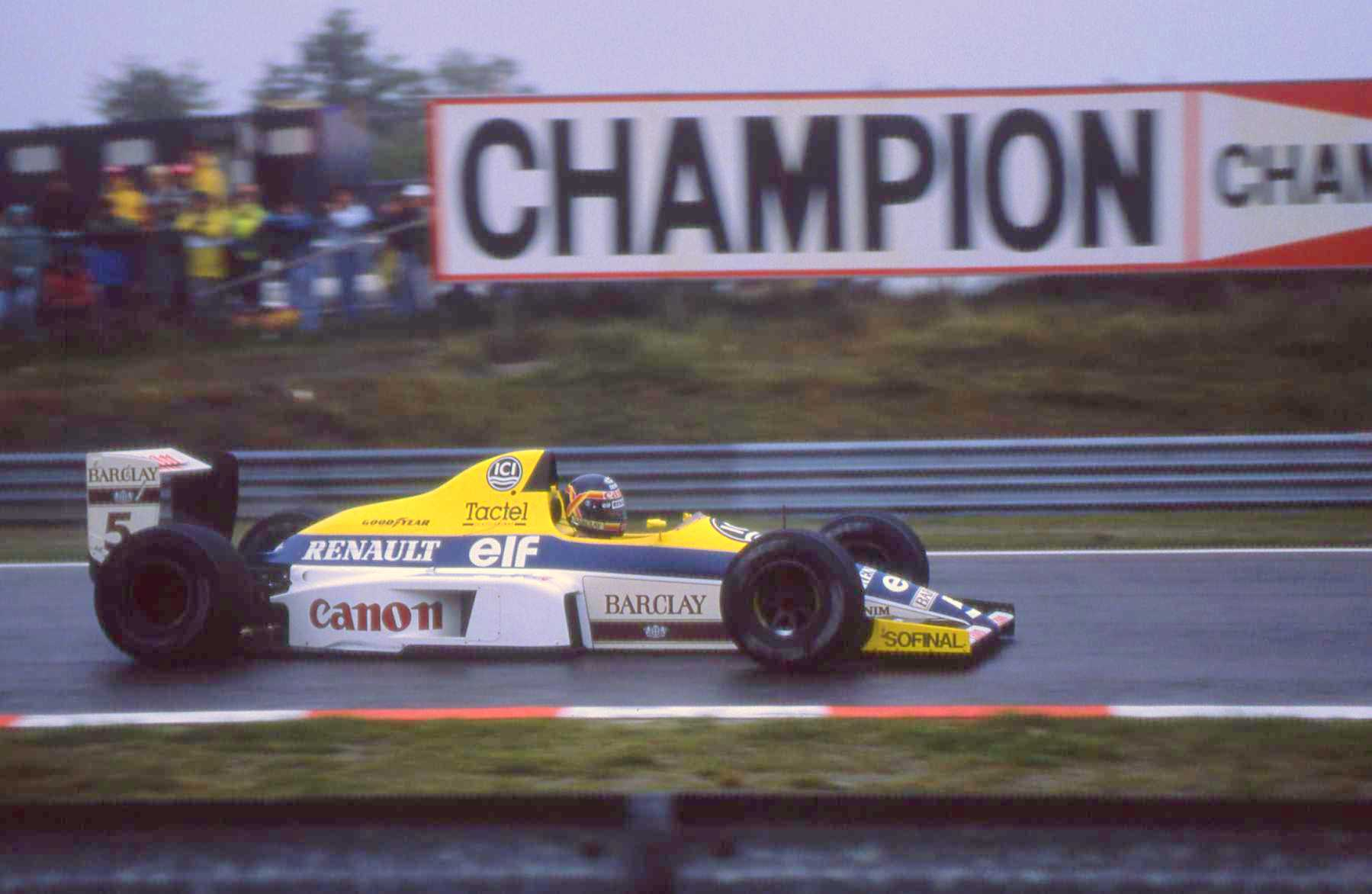
Boutsen alla guida della FW12C al Gran Premio del Belgio 1989

La FW12C, guidata da Riccardo Patrese e Thierry Boutsen, consentì alla squadra di risollevarsi dopo un anno di totale crisi. Tuttavia non prese parte a tutte le gare del campionato, in quanto raggiunse i suoi limiti di sviluppo perdendo competitività nei confronti della McLaren e ritrovandosi minacciata dalle Ferrari e dalle Benetton. Dopo un terzo e quarto posto di Boutsen e Patrese nel Gran Premio d'Italia, al Gran Premio del Portogallo la FW12C venne sostituita dalla Williams FW13, che però non si rivelò ancora particolarmente affidabile. Perciò al successivo Gran Premio di Spagna Patrese guidò la FW12C mentre Boutsen la FW13: la FW12C venne definitivamente rimpiazzata dalla FW13 solamente nelle ultime due gare in Giappone e Australia.
Le prestazioni della vettura si rivelarono sufficientemente buone da permettere alla Williams di diventare vicecampione campionato costruttori, dietro solo alla McLaren che vinse la maggior parte delle gare, mentre Patrese ottenne il terzo posto nel mondiale piloti, alle spalle di Alain Prost e Ayrton Senna, i due alfieri della McLaren. I passi avanti vennero fatti anche in qualifica, infatti Patrese ottenne una pole position, e le due vetture si qualificavano spesso tra la seconda e quarta posizione. Boutsen si piazzò invece quinto nella classifica piloti, ma a differenza del compagno vinse anche due gran premi (in Canada con la FW12C e in Australia con la FW13).
Nonostante la ritrovata competitività la Williams peccò in affidabilità, subendo vari ritiri anche se in minore misura rispetto al 1988: senza questi inconvenienti la scuderia britannica avrebbe potuto incrementare i suoi punti, ma difficilmente avrebbe potuto lottare contro le McLaren, che dimostrarono un'ampia superiorità sul resto dello schieramento.

## Risultati
| Anno | Team                | Motore      | Gomme | Piloti  |     |     |    |     |   |   |     |     |     |     |     |   |  |   |  |  | Punti | Pos. |
| ---- | ------------------- | ----------- | ----- | ------- | --- | --- | -- | --- | - | - | --- | --- | --- | --- | --- | - |  | - |  |  | ----- | ---- |
| 1989 | Canon Williams Team | Renault RS1 | G     | Boutsen | Rit | 4   | 10 | Rit | 6 | 1 | Rit | 10  | Rit | 3   | 4   | 3 |  |   |  |  | 77    | 2º   |
| 1989 | Canon Williams Team | Renault RS1 | G     | Patrese | Rit | Rit | 15 | 2   | 2 | 2 | 3   | Rit | 4   | Rit | Rit | 4 |  | 5 |  |  | 77    | 2º   |

| Legenda | 1º posto     | 2º posto | 3º posto    | A punti         | Senza punti/Non class.  | Grassetto – Pole position Corsivo – Giro più veloce |
| Legenda | Squalificato | Ritirato | Non partito | Non qualificato | Solo prove/Terzo pilota | Grassetto – Pole position Corsivo – Giro più veloce |